# .scot
.scot è un dominio di primo livello generico.
Introdotto nel 2014, il dominio è dedicato alla Scozia e alla cultura scozzese.
Nel 2008 è stato effettuato un sondaggio sul nome del dominio, ottenendo una preferenza di .scot su .sco, precedentemente sponsorizzato dalla non-profit dotSCO. Nel 2012 il governo del Regno Unito ha consentito la creazione del dominio.
Al lancio sono stati registrati circa 50 domini, tra cui quello del governo scozzese, delle campagne referendarie e dell'NHS Scotland. Il sito del governo scozzese è stato migrato al nuovo dominio nel febbraio 2015.